# فيليب الثاني، ماركيز نامور
فيليب الثاني (1226-1195) كان ماركيز نامور من 1212 حتى وفاته، هو الابن البكر لـ بيتر الثاني دي كورتيناي ويولاندا دي فلاندرز، مع وفاة خاله فيليب النبيل، ورث فيليب منه الكونتية.
كان عليه محاربة أحفاد هنري الرابع، كونت لوكسمبورغ الذي لم تخلوا عن مطالبتهم لـ الكونتية، وأيضا حارب فاليران الثالث، دوق ليمبورخ زوج إرميسيند من لوكسمبورغ، وعندما توفي والده في 1217 رفض حقه في الإمبراطورية اللاتينية بحيث تنازل عنها لشقيقه الثاني روبرت، وفي عام 1226 شارك في الحملة الصليبية على الكثار بجانب لويس الثامن ملك فرنسا وأيضا في حصار أفينيون بحيث سقطت المدينة في أيديهم، ولكن الأوبئة خربت الجيش، وتوفي في سان-فلور بـ أوفرن، وخلفه شقيقه هنري الثاني.